# John Moher
John W. Moher (* 7. Februar 1909 in Cork; † 10. November 1985) war ein irischer Politiker der Sinn Féin sowie der Fianna Fáil. Von 1954 bis 1965 war er Teachta Dála (Abgeordneter) des Dáil Éireann, dem irischen Unterhaus des Oireachtas.

## Biografie
Bei den Wahlen 1951 und bei der Nachwahl für den verstorbenen Seán Keane hatte er noch keinen Erfolg, im Wahlkreis Cork East für die Fianna Fáil in den Dáil einzuziehen. Er konnte erst bei den Wahlen 1954 die Stimmen für einen Sitz im Dáil erreichen. Diesen Sitz konnte er 1957 halten und auch 1961, obwohl er im neu zugeschnittenen Wahlkreis Cork North-East antreten musste. 1965 verlor er seinen Sitz.